# Gaál Mózes (író, 1894–1929)
Gaál Mózes, Gaál Sándor Mózes (Pozsony, 1894. augusztus 12. – Budapest, Terézváros, 1929. március 13.) író, ifjúsági író, rendező, dramaturg, esztéta.

## Élete
Id. Gaál Mózes író és Pulkovszky Gizella fiaként született, 1894. szeptember 12-én keresztelték a pozsonyi Szentháromság-templomban. A középiskolát és az egyetemet Budapesten végezte. Rendező és dramaturg volt a Renaissance Színháznál, ahová Bárdos Artúr hívta 1924-ben. Több ifjúsági regényt is írt. Thaddeus Rittner Farkasok az éjben c. komédiáját magyarra fordította és megrendezte. Később megromlott egészsége miatt a színpadtól visszavonult és teljesen az irodalomnak szentelte életét. Az Operaismertetők című sorozatnak is szerkesztője volt. Halálát szívbelhártya gyulladás okozta. Sírja a Kerepesi úti temetőben áll (32-4-41).

## Munkái
- A beszélő madár (Magyar népmesék, Bp., 1920)
- Fata morgana (elbeszélés, Bp., 1920)
- Az elszökött állatsereglet (ifjúsági regény, Bp., 1921)
- A nyár szigetén (ifjúsági, regény, Bp., 1922)
- Mildi meséi (Bp., 1922)
- Az idegen (színmű, bemutatva: 1925)
- A királyfi játékai (mese, Bp., 1928)
- Muki és Bubu kalandjai, I-II. (Bp., 1929)

## Források

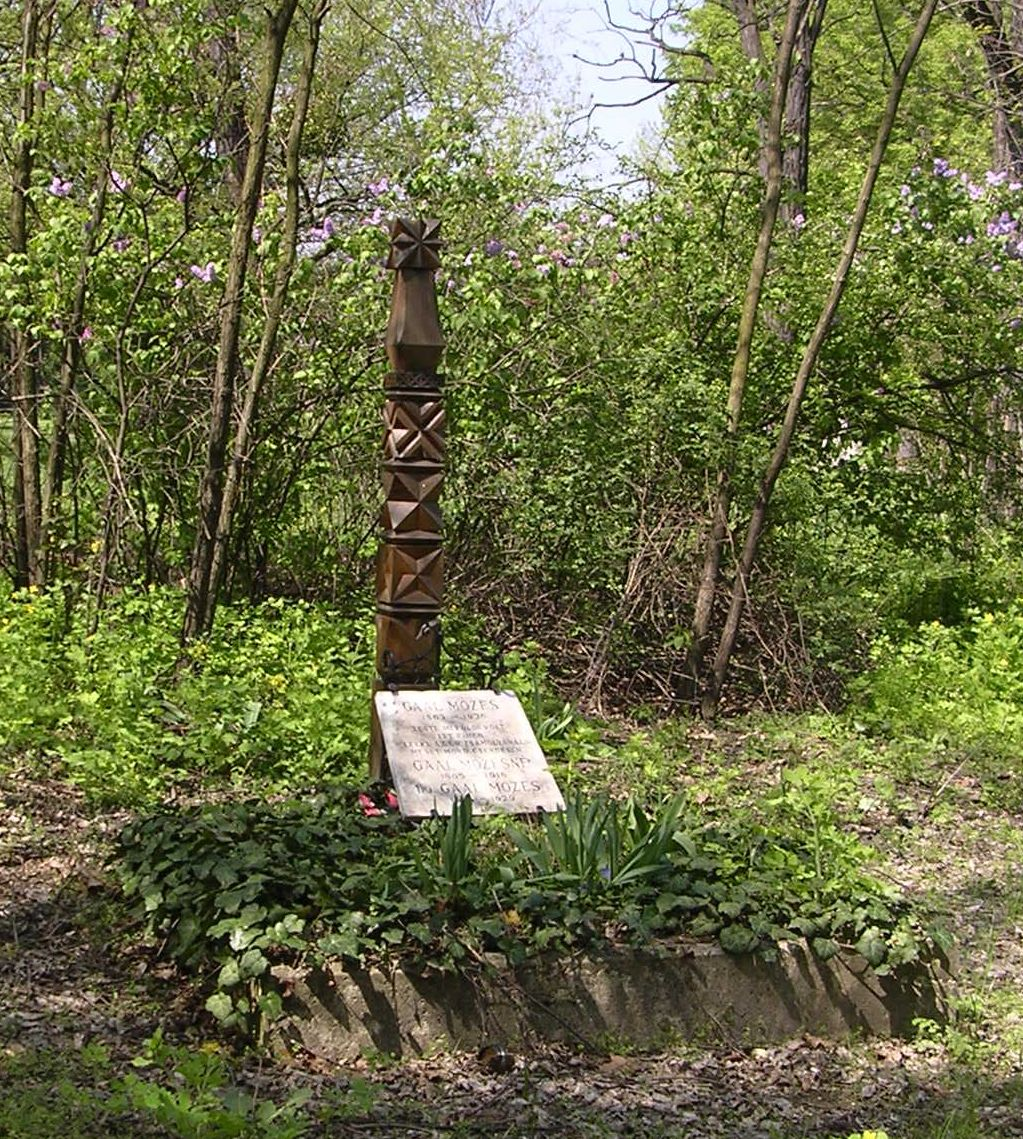
Sírja a Fiumei úti sírkertben